# Harry Chamberlin
Harry Dwight Chamberlin, född 19 maj 1887 i Elgin i Illinois, död 29 september 1944 i Monterey i Kalifornien, var en amerikansk ryttare.
Chamberlin blev olympisk mästare i fälttävlan vid sommarspelen 1932 i Los Angeles.